# Botija (Cáceres)
Botija es un municipio español de la provincia de Cáceres, en la comunidad autónoma de Extremadura. Se encuentra en el partido judicial de Cáceres en el sur de la provincia y ocupa una superficie de 18,4 km².

## Símbolos

Escudo de Botija.

El escudo heráldico de Botija fue aprobado mediante la "Orden de 25 de noviembre de 1992, por la que se aprueba el Escudo Heráldico y Bandera Municipal, para el Ayuntamiento de Botija (Cáceres)", publicada en el Diario Oficial de Extremadura el 10 de diciembre de 1992 y firmada por el consejero de Presidencia y Trabajo Manuel Amigo, luego de haber aprobado el expediente el pleno municipal el 3 de enero de 1989 y el 10 de octubre de 1992 y haber emitido informes favorables el Consejo Asesor de Honores y Distinciones de la Junta de Extremadura el 15 de octubre de 1991 y el 24 de noviembre de 1992. El escudo se define oficialmente así:

Escudo partido. Primero, de plata, la Cruz-Espada de la Orden de Santiago. Segundo, de gules, tonel de oro con aros de sable. Al timbre, Corona Real cerrada.

## Geografía física
El municipio de Botija pertenece al partido judicial de Cáceres y a la mancomunidad de Montánchez. Se encuentra situado a 32 km de la capital provincial. Situado al sudeste de Cáceres en el interior de la penillanura, limita con los términos de Torremocha, Valdefuentes, Benquerencia, Plasenzuela, Salvatierra de Santiago y Cáceres.
La red hidrográfica que ocupa el término es poco importante, tan solo es destacable un tramo del río Tamuja que atraviesa el término de sur a norte y que muestra ya el comienzo del encajonamiento en la penillanura. 
Desagua en el Almonte por su izquierda tras recibir las aguas del Gibranzos y el Magasca. El río Tamuja en los meses en los que se producen las precipitaciones fluye rompiendo la dureza del paisaje, introduciendo vida y colorido en el solaz duro y rotundo de la llanura. Este río es de una acusada personalidad tanto por sus características y recorrido, como por su vinculación a la historia y al territorio. Su curso es Espacio Natural Protegido.
Las características climáticas configuran la zona como ecosistema típicamente mediterráneo, con veranos calurosos y secos e inviernos suaves y lluviosos.

## Naturaleza

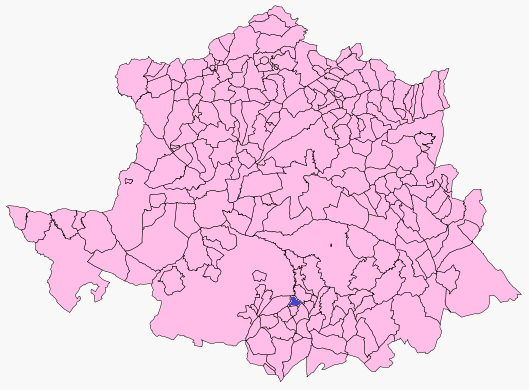
Localización del término municipal de Botija en la provincia de Cáceres.

El municipio de Botija disfruta de una de las dehesas boyales más importantes de la comarca, en ella se dan distintos tipos de paisajes, relacionados entre sí por el ganado, que son:
- El monte donde abundan el matorral mediterráneo (jaras, retamas, lavanda) mezclado con encinas.
- Los pastos que se deben al clareado del matorral y del arbolado, así como a la acción del ganado.

La zoogeografía de este municipio es propia de los espacios adehesados y con vegetación mediterránea. Los animales más comunes que podemos encontrar en nuestro municipio son el conejo, la liebre y el jabalí. En esta localidad se han localizado varias parejas de cigüeña negra que debido a la escasez de ejemplares en la península ibérica y la tendencia al descenso en su número hace de esta dehesa un importante ecosistema a conservar.
Animales como el zorro, el tejón o la garduña y gran diversidad de aves acuáticas, carroñeras, rapaces diurnas y nocturnas, reptiles diversos y un largo etcétera conforman el resto de los animales silvestres de la zona.

## Historia
En el término municipal de Botija, a unos dos kilómetros de la población, existe un yacimiento arqueológico de la Segunda Edad del Hierro, Tamusia, conocido hoy como «Castro de Villasviejas del Tamuja», pero se cree que no hay ninguna relación de este poblado con el origen de Botija.
Hay constancia de un asentamiento celtíbero y posterior romano
De lo que sí hay constancia documental es de lo siguiente:
Durante el siglo XII se suceden varias incursiones cristianas en la comarca, hasta que en 1230 se produce la definitiva Reconquista pasando a pertenecer la villa de Montánchez y su Tierra (a la que pertenecía Botija) a la Orden de Santiago, según un privilegio de donación de estas tierras concedido por el rey Alfonso IX, revalidado en 1231 y 1234 por Fernando III. En 1236 se concede privilegio de población y fuero a la Villa de Montánchez y su Tierra.
La Orden de Santiago estableció a partir del siglo XIII un señorío inmenso en Extremadura, territorios que dentro de la Orden recibieron el nombre de Provincia de León de la Orden de Santiago. No obstante, existía una jurisdicción eclesiástica que radicaba en Llerena y se denominaba la Diócesis de San Marcos de León. De esta manera Botija pertenecía a la Encomienda de Montánchez, Provincia de León y Diócesis del Priorato de San Marcos de León.
Botija perteneció a la Orden de Santiago y su Diócesis hasta que en el siglo pasado desaparecen las Órdenes Militares por mandato papal. Así de los catorce pueblos que componían la Encomienda de Montánchez, cinco, que son Salvatierra, Botija, Benquerencia, Torremocha y Zarza, pasan a pertenecer a la Diócesis de Coria-Cáceres y el resto a la de Badajoz, no obstante en 1958 los que pertenecían a Badajoz se integran en la de Coria-Cáceres, quedando la jurisdicción eclesiástica tal y como está actualmente.
A la caída del Antiguo Régimen la localidad se constituye en municipio constitucional en la región de Extremadura. Desde 1834 quedó integrado en partido judicial de Montánchez. En el censo de 1842 contaba con 83 hogares y 455 vecinos.

## Demografía
Botija cuenta con una población de 188 habitantes (INE 2024).
| Gráfica de evolución demográfica de Botija entre 1842 y 2021                                                        |
| |
| Población de derecho según los censos de población del INE Población de hecho según los censos de población del INE |

## Transportes
Botija está conectada a Plasenzuela por la carretera provincial CC-127 y a Torremocha por la CC-93. Ambas carreteras son en la práctica caminos rurales en mal estado. Al sur de la localidad salen caminos que llevan a Ruanes y Salvatierra de Santiago.

## Patrimonio
En el plano arquitectónico cabe destacar la Iglesia de Santa María Magdalena, de sencilla estructura.
Es obra de mampostería reforzada mediante contrafuertes y esquinas de cantería, realizada en su mayor parte durante el siglo XVII, aunque la presencia de alfiz en alguna de sus puertas indica la existencia de un templo anterior.
Constituye un rectángulo dividido hacia el interior en cuatro tramos. El de la cabecera va cubierto con cúpula sobre pechinas, y los restantes formando la única nave, mediante bóveda de medio cañón con lunetos.
Al exterior sobresalen los volúmenes de la torre adosada a los pies y del cuadrangular que envuelve la cúpula.
Al lado meridional de la cabecera se adosa una sacristía de grandes proporciones. Su portada más notable, con arco de medio punto encuadrado en alfiz, se abre en el lado norte. Tomando como base el baptisterio, se eleva la torre, de planta cuadrada y dos cuerpos, coronada por medio de un chapitel y bolas angulares sobre plintos.
El edificio conserva en su interior diversos retablos, tallas y óleos barrocos de variado interés. Merece destacarse un retablo repintado del siglo XVI, situado en el lado de la Epístola, en el que aún se conservan algunas pinturas sobre lienzo.
Ya dentro de su casco urbano, resulta necesario referirse a su arquitectura popular, humilde pero de gran atractivo, con viviendas de uno o dos pisos, generalmente construidas a base de mampostería vista.
Otros lugares de interés son el chozo del Bujío, las cruces de los caminos de Trujillo y Montánchez, la fuente de La Huerta, el mirador del Guijorro, la ermita del Cristo, los puentes Viejo y del Verraco y el Castro de Villasviejas del Tamuja.

## Festividades
En Botija se celebran las siguientes fiestas:
- San Sebastián, el 20 de enero;
- Carnavales;
- Romería del Cristo Resucitado, el domingo de Resurrección;
- Santa María Magdalena, el 21 y 22 de julio;
- Sagrados Corazones de Jesús y María, el 11, 12 y 13 de agosto;
- Nochebuena.